# Гай Саллюстий Крисп
Гай Саллю́стий Крисп (лат. Gaius Sallustius Crispus; родился 1 октября 87 или 86 года до н. э., Амитерн, Римская республика — умер около 35 года до н. э., Рим, Римская республика) — древнеримский историк, реформатор античной историографии, оказавший значительное влияние на Тацита и других анналистов.
Саллюстий стал одним из первых римских историков, кто ввёл в исторические произведения развёрнутые речи главных героев, призванные лучше подчеркнуть особенности их характера и политической ориентации. Также одним из первых бросил критический взгляд на недавнюю историю Рима. От его главного труда, «Истории», сохранились незначительные отрывки. Более известны две небольшие исторические монографии — «О заговоре Катилины» и «Югуртинская война». Теоретической основой трудов Саллюстия стало учение об упадке нравов, согласно которому причиной кризиса Римской республики стал отход от традиционных добродетелей к господству честолюбия и жадности.

## Биография

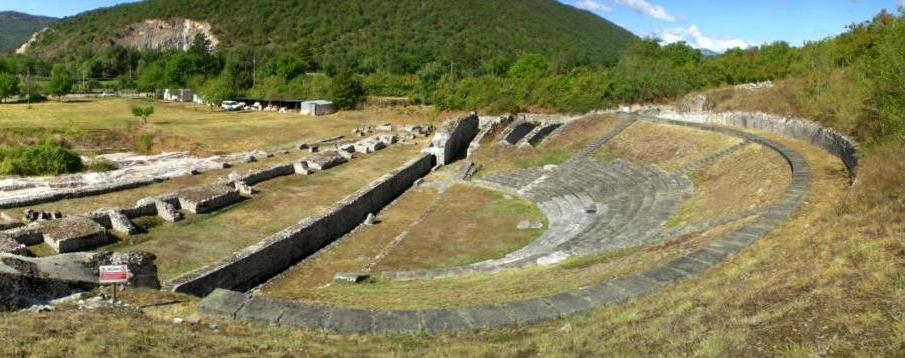
Римский театр в Амитерне. Современное состояние

### Рождение и молодость
Саллюстий родился в городе Амитерн в центральной Италии (по мнению Э. Шварца, Саллюстий родился в Риме). Датой его рождения на основании сведений «Хроники» Иеронима Стридонского называется 86 год до н. э., хотя некоторые исследователи считают точную дату у Иеронима искусственной и осторожно называют в качестве времени рождения 80-е годы, а Рональд Сайм указывает на возможность отнесения рождения Саллюстия к 87 году до н. э. В авторитетном энциклопедическом издании «Der Kleine Pauly» датой его рождения указано 1 октября 86 года. Саллюстий происходил из плебейской фамилии сабинского происхождения, которая имела римское гражданство и принадлежала ко всадническому сословию. О его детстве практически ничего не известно, хотя предполагается, что родители Саллюстия, римские граждане, могли бежать в Рим на время Союзнической войны, и там же мог ещё в раннем детстве жить Гай. По-видимому, будущий историк получил обычное для своего времени образование на латинском и древнегреческом языках.
Саллюстий провёл в Риме разгульную молодость. Однажды политик Тит Анний Милон уличил свою жену Фаусту Корнелию в измене с Саллюстием, и его выпороли розгами. Однако Варрон, который записал и распространил эту историю, не был беспристрастен в отношении Саллюстия, поскольку был сторонником и другом Помпея. Кроме того, Гораций приписывает Саллюстию слова «ни одной не касаюсь матроны» и упоминает о его многочисленных связях исключительно с вольноотпущенницами. Впрочем, в период написания «Сатир» в Риме жило несколько Саллюстиев, и эта характеристика может относиться к другим людям. Уже в молодости Крисп, по собственному признанию, стремился к возвышению в политике. Возможно, он не служил в армии — нет свидетельств о том, что он был на военной службе до 49 года до н. э. Однако, если Саллюстий не служил в армии, не совсем ясно, почему позже Цезарь неоднократно доверял ему командование войсками. Исследователи обращают внимание на то, что сочинение «О заговоре Катилины» не содержит свидетельств личного опыта, на основании чего предполагается, что в 63 году Крисп мог находиться вдали от Рима, в действующей армии.

### Квестура, трибунат и исключение из сената
В это время умерла дочь Цезаря, беременная от Помпея. Когда расстроился этот брак, всех охватил страх. Боялись, что Цезарь и Помпей, обладавшие большими военными силами, начнут враждовать друг с другом, и это в то время, когда государство было чрезвычайно дезорганизовано и с давних пор находилось в тяжёлом состоянии. Ведь магистраты назначались среди раздоров и взяточничества, при всякого рода злоупотреблениях, с помощью камней и мечей. Тогда бесстыдно царили подкуп и взятка, и сам народ приходил на выборы подкупленным. Иногда случалось, что плата за эпонимные магистратуры достигала 800 талантов. Случалось, что консулы теряли надежду отправиться в поход и воевать, связанные правлением триумвиров. Худшие из них вместо военных походов извлекали барыши из государственных сумм и из выборов себе преемников. Порядочные люди вследствие этого вовсе перестали занимать государственные должности, так что из-за такой анархии государство однажды в течение восьми месяцев оставалось без магистратур.
В 55 году (возможно, в 54 году) Саллюстий был квестором, хотя прямых свидетельств занятия им этой должности нет, и он мог её пропустить (в последние десятилетия Республики последовательность занятия должностей cursus honorum часто нарушалась). В это время (предположительно в 54 году до н. э.) была написана «Инвектива против Марка Туллия Цицерона», которая часто считается поздней подделкой. В 52 году Саллюстий стал народным трибуном и принял участие в нападках на политика Милона, обвинённого в убийстве известного демагога Клодия. Неясно, поддерживал ли Саллюстий Клодия, но его убийство было использовано Саллюстием и другими трибунами в собственных интересах (Т. Моммзен полагает, что в тот период Крисп действовал в интересах Гнея Помпея Магна, который готовил почву для собственной диктатуры). В речи Цицерона в защиту Милона и комментариях Квинта Аскония Педиана к ней Саллюстий засвидетельствован как один из трибунов, противодействовавших попыткам Цицерона оправдать Милона, а также очернявших самого Цицерона.
«Более, чем кто-либо другой, народные трибуны Квинт Помпей, Гай Саллюстий и Тит Мунаций Планк произносили на сходках речи, крайне враждебные Милону, стремясь вызвать ненависть и к Цицерону — за то, что он так преданно защищал Милона»
Его позиция в деле против Милона позволяет предполагать, что Саллюстий изначально не был приверженцем Гая Юлия Цезаря, как это часто считается. Впрочем, С. Л. Утченко полагает, что Крисп в этот период совершенно точно ориентировался на Цезаря. После 52 года выступавших против Милона и Цицерона трибунов начали преследовать. Впрочем, Саллюстий некоторое время избегал преследования — возможно, Помпей не считал его опасным противником или за Саллюстия мог заступиться через своих агентов Цезарь. Политическая позиция Саллюстия в этот период может быть охарактеризована скорее как нейтральная: написанное около 51 года раннее письмо к Цезарю было выгодно не только будущему диктатору, но и Помпею. На основании одного из толкований упоминания некоего Саллюстия в переписке Цицерона предполагается, что около 50 года Крисп мог находиться в Сирии. Вследствие этого предположения ему приписывается пребывание в должности легата при проконсуле Марке Кальпурнии Бибуле. Впрочем, иногда высказывается предположение, что мнение о напряжённых отношениях между Саллюстием и Цицероном значительно более позднее, основанное на свидетельствах из предположительно подложной «Инвективы».
Однако уже в 50 году цензоры Аппий Клавдий Пульхр и Луций Кальпурний Пизон Цезонин, проводя ценз сената, исключили Саллюстия из списка сенаторов вместе с рядом других римлян. Как правило, формальным поводом для удаления цензорами из сената являлось недостойное поведение. Вероятно, цензоры использовали против Криспа упоминавшийся адюльтер с Фаустой Корнелией. Реальной же причиной для удаления Криспа стала его позиция в 52 году либо оформившиеся в этот период политические связи с Цезарем: цензор Аппий Клавдий Пульхр был в числе виднейших его противников. После исключения из списка сенаторов будущий историк окончательно перешёл к поддержке Цезаря. Последний не помог Саллюстию избежать наказания, поскольку одновременно преследовались и гораздо более важные из его сторонников. Однако в конце 50-х годов только Цезарь мог помочь изгнанным из сената вернуться в большую политику, чем и воспользовался Крисп.

### Гражданская война, уход из политики и смерть
В ходе начавшейся гражданской войны 49—45 годов до н. э. Саллюстий участвовал на стороне Цезаря. Он выполнял различные поручения Цезаря, хотя его роль в войне была невелика, и в «Записках о гражданской войне» будущий историк ни разу не упоминается. Сперва Цезарь направил Саллюстия в Иллирию, где флот цезарианцев в Адриатическом море под командованием Публия Долабеллы потерпел поражение, а сухопутный отряд Гая Антония сдался помпеянцам. Крисп и Минуций Базил, приблизительно, с двумя легионами (Саллюстий, вероятно, командовал одним из легионов) были направлены на помощь другим, верным Цезарю, войскам, но потерпели поражение. Иногда считается, что Цезарь повторно сделал Криспа квестором на 48 год, что позволило ему вернуться в сенат, однако Дион Кассий относит его возвращение в сенат к занятию претуры в 46 году. В конце лета 47 года часть цезарианских войск под Римом взбунтовалась из-за того, что им не была выплачена обещанная награда за победу в Фарсальском сражении, а также по причине гарантированной законами задержки увольнения и роспуска по домам. Успокаивать солдат было отправлено несколько человек, среди которых был и praetor designatus Саллюстий. Солдаты отказались слушать присланных Цезарем людей и напали на них. Саллюстию удалось бежать, а двое сенаторов были убиты. Остановить мятеж удалось лично Цезарю после обращения к взбунтовавшимся солдатам.
В 46 году Саллюстий, будучи претором, принял участие в африканской кампании Цезаря против Юбы I, Сципиона Назики и Катона Младшего, но в боевых действиях участия не принимал. Под командование Криспа была передана часть флота, а его задачей стало обеспечение войск Цезаря продовольствием через Керкенну, с чем он успешно справился. После победы Цезаря и присоединения большей части Нумидийского царства Юбы управление созданной на этих землях провинцией Новая Африка в середине 46 года было доверено именно Саллюстию. Он был наместником в ранге проконсула, несмотря на то, что к этому времени он достиг лишь должности претора. Современные исследователи считают это назначение странным, поскольку территория Нумидии была очень важной территорией под охраной трёх легионов, а в распоряжении Цезаря было много опытных полководцев, некоторые из которых стали наместниками уже после Криспа. Среди наиболее правдоподобных версий назначения Саллюстия в новообразованную провинцию — его опыт в организации снабжения и транспорта. Тем не менее, Крисп разграбил провинцию: он постоянно брал взятки и конфисковывал имущество многих местных жителей.

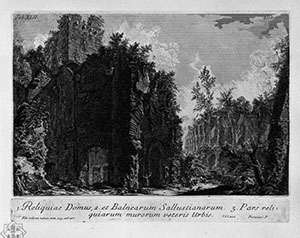
Сады Саллюстия в Риме. Рисунок Джованни Баттисты Пиранези

Не позже конца 45 года Саллюстий вернулся в Рим, где был привлечён к суду за вымогательство в соответствии с lex Iulia de repetundis — законом, предложенным и проведённым Цезарем ещё в 59 году. Как правило, Цезарь, в ряде случаев руководивший судами лично, строго карал уличённых в преступлениях de repetundis и даже исключал их из сената. Поэтому предполагается, что Цезарь должен был повторно исключить Саллюстия из сената, если бы суд был справедливым. Однако Криспу всё спустили с рук — возможно, ему пришлось поделиться награбленным с Цезарем. Кроме того, Саллюстий ушёл из большой политики. У историков нет единого мнения о причинах, побудивших Саллюстия уйти из политической жизни, не достигнув вершины, консулата. Отмечается, что homo novus Крисп, скорее всего, уже не рассчитывал на консулат, поскольку его политическая карьера (претура и проконсулат в виде наместничества в богатой провинции) уже тогда была очень успешной для выходца из провинциальной семьи, чьи предки никогда не занимали высоких должностей в Риме. Кроме того, Цезарь уже приготовил полуофициальный список «своих» кандидатов в консулы на следующие годы, где Крисп не фигурировал. Окончательно Саллюстий удалился из политики после убийства в 44 году Цезаря, своего покровителя. Р. Сайм предполагает, что если бы Крисп захотел продолжить политическую карьеру и достичь консулата, то он мог бы примкнуть к Марку Антонию, который принимал на свою сторону и менее значительных сторонников Цезаря, однако он этого не сделал. Саллюстия не затронули проскрипции 2-го триумвирата, хотя он и был в группе риска. Возможно, ему пришлось откупиться от внесения в проскрипционные списки или прибегнуть к заступничеству влиятельных цезарианцев. В целом вопрос о влиянии проскрипций 43 года на Саллюстия является дискуссионным. Однако личный опыт и, прежде всего, впечатления от участия в работе сената в последние годы перед гражданской войной повлияли на характер исторических сочинений Саллюстия и на его отношение к политике и политикам.
Используя нажитое в Африке богатство, Саллюстий разбил в Риме роскошный парк (Сады Саллюстия; лат. Horti Sallustiani) у северного подножья Квиринальского холма, ставший впоследствии любимым местопребыванием императоров Нерона, Веспасиана и Аврелиана. Удалившись от общественной жизни, Крисп занялся написанием исторических сочинений. Возможно, он также писал речи на заказ — в частности, Публию Вентидию Бассу в 38 году до н. э.
Традиционно считается, что Саллюстий был женат на Теренции, которая ранее была замужем за Цицероном. Теренция была старше Саллюстия на десять лет. После смерти Саллюстия она вышла замуж в третий раз и прожила, по некоторым свидетельствам, до 103 лет. Однако характер свидетельств об этом браке не позволяет точно установить, была ли упомянутая в источниках Теренция именно бывшей женой Цицерона. Ничего не известно о детях Саллюстия, однако Тацит упоминает Гая Саллюстия Криспа, внука сестры историка, которого он усыновил.
Дата его смерти точно не установлена. В «Хронике» Иеронима Стридонского за 36 год до н. э. записано: «Саллюстий умер за четыре года до битвы при Акции». Однако битва при Акции произошла в 31 году до н. э., то есть в сообщение Иеронима о смерти Саллюстия вкралась неточность. Из-за этого смерть Саллюстия долгое время датировалась от 39 до 35 годов до н. э., однако Р. Сайм одним из первых предложил 34 год до н. э., и в авторитетном энциклопедическом издании Der Kleine Pauly датой его смерти указано 13 мая 34 года.

## Сочинения

### Обзор

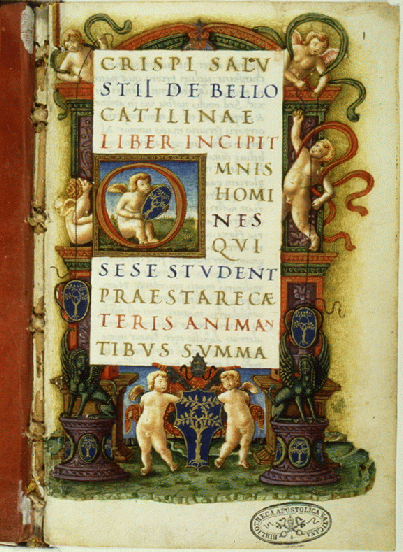
Первая страница «О заговоре Катилины» (1471—84, Бартоломео Сан-Вито и Бернардо Бембо)

Саллюстий написал две исторических монографии, «О заговоре Катилины» (лат. «De coniuratione Catilinae»; другие варианты: «Catilina» — «Катилина», «Bellum Catilinarium» — «Катилинская война») и «Югуртинская война» (лат. «Bellum Iugurthinum»; другое название — «Iugurtha», «Югурта»). Он также написал большое сочинение «История» в пяти книгах (лат. Historiae), от которой сохранилось около 500 отрывков, хотя не исключается, что это произведение могло остаться незавершённым. Саллюстию приписывается «Инвектива против Марка Туллия Цицерона», авторство которой спорно (для ряда исследователей подложность «Инвективы» не вызывает сомнений). Предположительно, «Инвектива» представляет собой риторическое упражнение I—II веков н. э. Наконец, Саллюстий написал два письма к Цезарю, оригинальность которых обычно не оспаривается. Иногда Криспу приписывают ещё и философскую поэму «Empedoclea», хотя известно только то, что произведение было написано неким Саллюстием.

### «О заговоре Катилины»

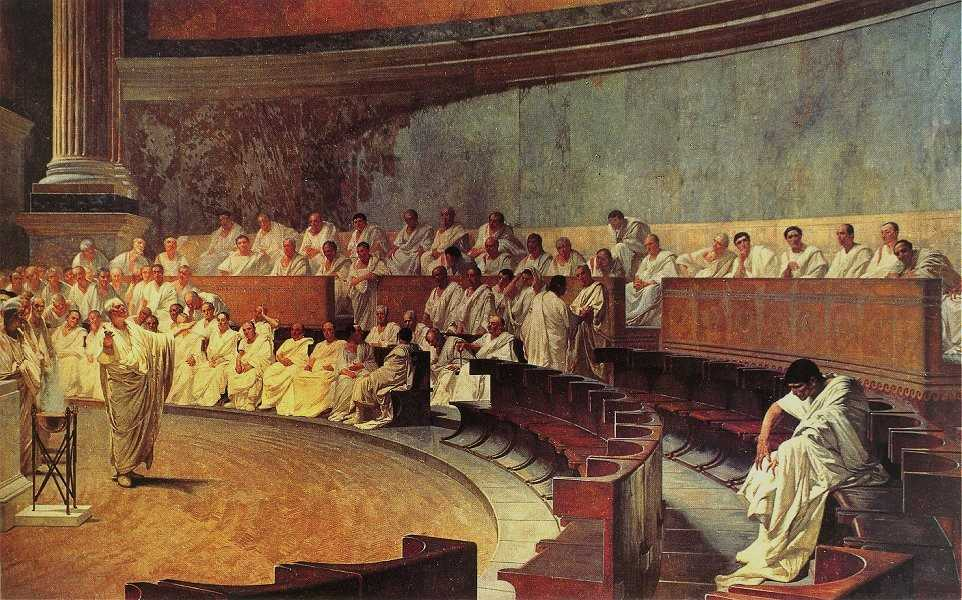
Чезаре Маккари, «Цицерон обвиняет Катилину» (1888)

Это сочинение посвящено известным событиям 63 года до н. э., когда Луций Сергий Катилина организовал заговор приверженцев захвата власти и радикального переустройства Рима. После провала мирных попыток прихода к власти заговорщики решили применить силу. Во многом благодаря усилиям консула 63 года Марка Туллия Цицерона сенат начал предпринимать активные меры против заговора. В конце концов, Катилина и его вооружённые сторонники были разбиты в битве при Пистории, а ряд заговорщиков казнён.
Время написания произведения точно не установлено. Считается общепризнанным, что «О заговоре Катилины» — первое из исторических произведений Саллюстия. По разным оценкам, оно было написано в 44—43, в 44—40, в 42 или в 42—41 годах. Л. МакКей предлагает иную датировку. По его мнению, сочинение было изначально написано в 50 году (учёный полагает, что оно было написано как апология Цезаря для его возможного участия в выборах консулов на 49 год). Поскольку Цезарь не принял участие в выборах, подготовленная работа не была представлена широкой публике, и уже после окончания гражданской войны Саллюстий переработал и издал её.
Саллюстий не указывает, какими источниками он пользовался для написания своей работы. Однако исследователи его творчества обращают внимание на отсутствие собственных наблюдений. Предполагается, что в 63 году Саллюстий мог служить в армии, из-за чего события заговора он был вынужден описывать на основании сведений очевидцев. Основными источниками для «Катилины» были хорошо известные в Риме опубликованные публичные речи и сочинение «О своём консульстве» Цицерона, хотя Саллюстий также мог пользоваться протоколами заседаний сената. Несмотря на изобилие материалов, которые могли быть в распоряжении Криспа, его повествование иногда считается неполным и предоставляющим немного фактических сведений. В результате профессор Калифорнийского университета в Беркли Л. МакКей полагает, что труд Саллюстия — «скорее поспешный пересказ и развитие версии Цицерона, чем неторопливое критическое исследование». Известный филолог-классик М. фон Альбрехт считает, что «для него речь шла не столько об исследовании фактов, сколько о литературном оформлении и морально-политическом истолковании». При этом вместе со следованием фактической картине Цицерона Саллюстий перенял и возможную переоценку им роли заговора в истории. Так, уже историк III века Дион Кассий подвергал значение заговора сомнению, считая его преувеличенным, и в XX веке эта критическая точка зрения получила распространение. Кроме того, современными историками подвергается сомнению и само существование «первого заговора» в 65 году до н. э.
Целью работы обычно называется продвижение точки зрения на события заговора, отличной от распространённой Цицероном. Подавление заговора возвысило Цицерона (Катон Младший провозгласил его отцом отечества), и он задумал написать сочинение «О своём консульстве» в дополнение к получившим распространение речам против Катилины. Ещё до написания произведения ожидалось, что в нём могли содержаться выпады против Цезаря (например, обвинение в сочувствии заговорщикам или даже в соучастии). Кроме идеи о защите Цезаря, Саллюстий мог ограждать возможного заговорщика Гая Антония Гибриду, дядю самого видного цезарианца Марка Антония. Целями «О заговоре Катилины», таким образом, могли стать апология Цезаря и принижение заслуг Цицерона. Иного мнения придерживается В. С. Дуров, полагающий, что политическая направленность сочинения второстепенна по сравнению с собственно историческими мотивами. Благодаря введению в повествование теории упадка нравов Саллюстий, возможно, надеялся повлиять на решения политиков (прежде всего Марка Антония и Гая Октавиана), но не с помощью прямых советов, как в «Письмах к Цезарю», а на анализе исторического материала. Это связывают с целями «Истории» Фукидида — не предложить решение проблемы, но показать её сущность и причины. Теория упадка нравов была проиллюстрирована с помощью исторических экскурсов, речей и писем главных героев (см. ниже).

### «Югуртинская война»
«Югуртинская война» описывает события 111—105 годов до н. э., когда римляне вмешались в междоусобную войну в Нумидии и поддержали Адгербала, желавшего захватить там власть. Югурта, другой претендент на нумидийский трон, подкупил многих влиятельных людей в Риме и сумел продолжить войну против Адгербала без римского вмешательства. Военные действия долгое время велись без успехов для римлян из-за интриг Югурты, и только несколько лет спустя усилиями Квинта Цецилия Метелла Нумидийского, а затем Гая Мария и Суллы, Югурта был схвачен и казнён.
Дата написания сочинения точно не установлена, но, скорее всего, оно было вторым трудом историка. В XIX веке произведение датировалось 41 годом, в XX веке произведение датировали 44—40 годами или 40 годом. Основная цель произведения для Саллюстия — не сама война, а её последствия для Рима. Все исследователи соглашаются с тем, что «Югуртинская война» разделена на три приблизительно равных части, первая из которых (1—38) посвящена предыстории и начальному этапу войны, вторая (39—78) касается перелома в войне, третья (79—114) повествует о командовании Гая Мария и окончании войны.
Важнейшими источниками для «Югуртинской войны» послужили мемуары двух римлян, служивших легатами в Нумидии — Публия Рутилия Руфа и Луция Корнелия Суллы (оба произведения не сохранились). Влияние мемуаров Суллы могло сказаться на критическом отношении Саллюстия к Гаю Марию, врагу Суллы. Кроме двух мемуаров, Крисп упоминает, что он привлекал переводы неких «книг царя Гиемпсала», которые были написаны на пуническом языке.
Ещё в XIX веке был сделан вывод о более высоком уровне «Югуртинской войны» по сравнению с «О заговоре Катилины». В Энциклопедическом словаре Брокгауза и Ефрона отмечается, что произведение «стоит гораздо выше и по тщательному собиранию материала, и по исторической точке зрения на дело, и по верности изображения характеров, и по отделке сочинения в частях и в целом». Филологи и историки XX века соглашаются с этими выводами, считая «Югуртинскую войну» более органичным, цельным и сжатым произведением.

### «История»
О времени написания «Истории» судить очень трудно из-за её фрагментарной сохранности. Традиционно предполагается, что она была начата около 39 года до н. э. и стала, таким образом, последним из написанных Саллюстием сочинений. Сохранилось около 500 фрагментов «Истории», большинство из которых — очень краткие фразы и небольшие отрывки из трудов более поздних авторов. Крупные фрагменты представлены четырьмя речами и двумя письмами:

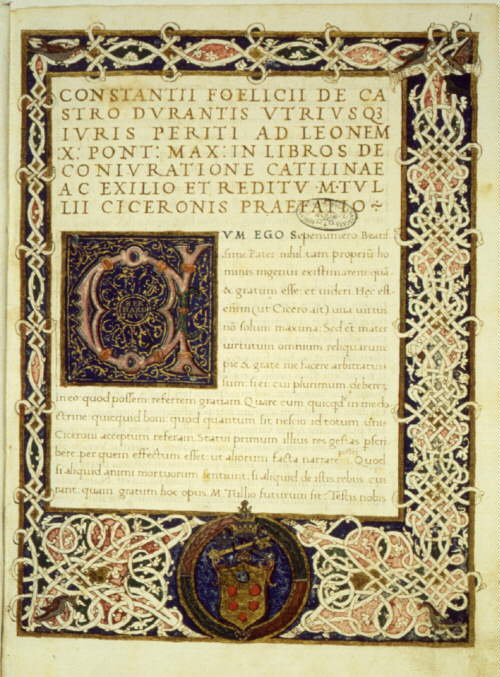
«О заговоре Катилины» (издание начала XVI века)

- Речь консула Лепида к римскому народу (I, 55);
- Речь Луция Марция Филиппа в сенате (I, 77);
- Речь Гая Аврелия Котты к римскому народу (II, 47);
- Письмо Гнея Помпея к сенату (II, 98);
- Речь плебейского трибуна Макра к народу (III, 48);
- Письмо Митридата (IV, 69).

«История» описывала события 78—67 годов до н. э., начинаясь с момента, когда заканчивалось повествование в историческом труде Луция Корнелия Сизенны (произведение не сохранилось). Работа была построена по принципу классических римских анналов, но с этнографическими и географическими экскурсами. Сохранившиеся речи, вероятнее всего, не следуют стилю оратора, однако передавали суть их политической ориентации и содержали действительно озвученные предложения. Вероятно, источниками для «Историй» послужили работы Цицерона и Посидония.

### «Письма к Цезарю»
Кроме исторических сочинений, сохранились два письма Саллюстия к Цезарю (лат. Duae epistolae ad Caesarem senem de republica). В XIX веке эти письма считались риторическими упражнениями последующего времени, но в XX веке их стали чаще считать подлинными. Более ранним по времени написания обычно считается второе письмо, которое относят к 51—50 годам (иногда — к 50—49 годам или к 49 году). Другое письмо относят к 48—46 годам.

## Влияние предшественников
В наибольшей степени на формирование собственного стиля Саллюстия повлиял Фукидид. Его «История» оказала всестороннее влияние на Саллюстия, от стилистических особенностей его произведений до способов композиции материала. Саллюстий стал первым историком в римской литературе, который применил использованное Фукидидом сочетание строгого повествовательного стиля с выразительными речами главных героев. Вслед за греческим историком он уделял большое внимание раскрытию характеров политиков и полководцев. Наиболее сильно влияние Фукидида в речах, которые Саллюстий вкладывал в уста своих героев. Выбор Фукидида как образца для Саллюстия мог быть обусловлен попыткой провести параллель между Афинами во время Пелопоннесской войны и Римом во время гражданских войн. Кроме того, Криспу импонировало внимание Фукидида к детальному раскрытию политических особенностей эпохи и психологии политиков. Работа Фукидида была хорошо известна в Риме I века до н. э. ещё до выхода в свет трудов Саллюстия, и многие римляне находили параллели между Пелопоннесской войной в Греции и гражданскими войнами в Риме.
Р. Сайм полагает, что Саллюстий не был так беспристрастен, как Фукидид, и его работы носят характер апологии. По мнению британского учёного, при сходстве ситуации, в которой оказались два историка (Фукидид находился в изгнании, Саллюстий рано удалился из политики), только афинский историк сумел воздержаться от сведения счётов и излишнего внимания к событиям, прямо повлиявшим на его судьбу. Крисп же умолчал о многих действиях Цицерона в период заговора Катилины из-за вражды с ним и не скрывал своих симпатий к Цезарю, вследствие чего он часто обвиняется в пристрастности.
Вторым писателем по степени влияния на историка был один из основателей римской историографии Катон Старший, у которого Саллюстий позаимствовал многие особенности сжатого и ёмкого стиля. Его влияние заметили ещё современники. Крисп разделял многие идеи Катона о необходимости исправления морального облика римлян, и сходство взглядов стало одной из причин заимствования стиля Катона. Ещё одной причиной ориентации на Катона называется сходство происхождения (Катон также был homo novus, выходцем из провинциальной аристократии).
В меньшей степени на Саллюстия повлияли историки Посидоний и Полибий. Саллюстий развивал их теорию упадка нравов (см. ниже). Однако, в отличие от них (и прежде всего от Полибия), Крисп уделял намного меньше внимания роли удачи в истории и больше — влиянию объективных факторов. В «Югуртинской войне» обнаруживается также влияние исторических произведений Геродота и Ксенофонта. Исследователи также полагают, что влияние на историка оказали Феопомп, Ликург Афинский, Дикеарх. Кроме того, в различных особенностях изложения исторического материала видят влияние не дошедших до нас трудов Луция Целия Антипатра и Луция Корнелия Сизенны.
На формирование философских взглядов Саллюстия, за исключением теории упадка нравов, повлияли преимущественно греческие историки, философы и ораторы. В отдельных философских отступлениях обнаруживаются отсылки к хорошо известным работам Платона, в других местах — к Ксенофонту, Исократу и Демосфену. Также исследователи находят во взглядах Саллюстия влияние школы стоицизма.

## Стиль

### Особенности языка
Стиль сочинений Саллюстия заметно отличается от трудов современников (прежде всего Цицерона и, в меньшей степени, Цезаря). Язык его произведений отличается использованием редких слов, выражений и оборотов. Как следствие, он очень далёк от устной латыни. Наиболее известная особенность его стиля — применение архаических и вышедших из употребления слов. Устаревшие слова ему собирал грамматик и ритор (учитель ораторского мастерства), вольноотпущенник Луций Атей Филолог (Луций Атей Претекстат). При этом позднее Филолог помогал писать «Историю гражданских войн» Гаю Азинию Поллиону и советовал ему избегать следования стилю Саллюстия. Кроме архаизмов, Саллюстий широко использовал простонародные формы слов и поэтизмы. Р. Сайм предполагает, что на выбор стиля и даже на подбор слов (архаизмы и редкие слова вместо современной лексики) повлияла антипатия Саллюстия к Цицерону, одному из законодателей стиля в латинском языке в I веке до н. э. Исследователи полагают, что в «Заговоре Катилины» (первом произведении Саллюстия) уникальный стиль уже сложился. В дальнейшем он эволюционирует. Появляются новые элементы синтаксиса, историк отказывается от ряда слов, но вместо них начинает применять другие (см. ниже). Сохранившиеся речи из «Истории» содержат также слова, которые ещё более архаичны и менее распространены, чем употребляемые Саллюстием ранее. Также Саллюстий избегает таких избитых слов, распространённых в публичных выступлениях политических ораторов, как honestas (честность), humanitas (человечность), consensus (согласие) и других. Вместо слова homo (человек) Саллюстий нередко прибегает к слову mortalis (смертный).
В ряде случаев историк применяет редкое написание известных слов — lubido вместо libido, maxumum вместо maximum. Многие его замены весьма последовательны. В частности, Саллюстий избегает сочетаний uu, vu, ve, заменяя гласную на «o» (novus→novos, aequum→aequom, vester→voster). Часто используется союз quo вместо более распространённого ut, foret вместо esset (формы глагола esse «быть»), вместо союза cum нередко применяется архаичный аналог quom (quum с учётом упомянутой замены «u» на «o» после «u»), местоимения cui и cuius пишутся у него как quoi и quoius соответственно. Для обозначения третьего лица множественного числа глагола в перфекте Саллюстий часто употребляет окончание -ere вместо обычного -erunt (например, coepere «[они] начали» вместо классической формы coeperunt), для прилагательных и существительных третьего склонения в винительном падеже множественного числа — -is вместо -es (например, montis «горы» вместо montes). Прилагательные в превосходной степени нередко используют окончания на -umus вместо нормального -imus: optimus→optumus. Гласные e и i порой заменяются друг на друга (beneficium→benificium, но intelligo→intellego), в родительном падеже единственного числа второго склонения двойное i заменяется на одиночное (imperii→imperi). Согласные обычно не ассимилируются (например, не aggredior, а adgredior). Крисп более активно, чем современники, применяет прилагательные в роли существительных — например, boni (лучшие [люди]) и incerta (недостоверные [сведения]). Некоторые слова, употребляемые Саллюстием, не встречаются в сохранившихся произведениях латинской литературы до него: antecapere (упреждать), portatio (доставка), incruentus (бескровный), incelebratus (неизвестный), incuriousus (небрежный). Иногда эти слова считают неологизмами, хотя некоторые филологи предполагают, что Саллюстий мог лишь возродить слова архаической латыни. От прочих авторов I века до н. э. Саллюстия отличает и использование специфических форм оборота ablativus absolutus, герундива цели и родительного разделительного падежа. Иногда применяется и нестандартный порядок членов предложения: например, союз igitur (следовательно), используемый вместо itaque (поэтому, вследствие этого), часто ставится Саллюстием в самом начале предложения. Историк также активно применял антитезы, хиазмы и аллитерации.
Хотя Саллюстий видел свою задачу прежде всего в истолковании фактов и литературной обработке материала, в его произведениях заметен отказ от ритмичности, что особенно важно, поскольку римляне, как правило, читали произведения и воспринимали их на слух. Предполагается, что сложный для восприятия на слух стиль мог быть применён из-за желания создать впечатление непростой обстановки. Саллюстий больше следовал краткому стилю Катона (по другой версии, решающим было влияние сухих, но содержательных «Записок о галльской войне» Цезаря), чем более сложному стилю, который был распространён в середине I века до н. э. (так писал, например, Цицерон). Похожим образом на древнегреческом языке писал Фукидид. Краткость формулировок (лат. brevitas) как критиковалась современниками за неясность, так и приветствовалась. Современники и более поздние риторы обычно считали его язык жёстким и тёмным, не умаляя достоинств как историка.
Отмечается, что подходы Саллюстия к написанию исторических сочинений относительно едины как в основном повествовании, так и в речах. Несмотря на известные особенности риторики Цезаря на момент написания «Катилины», историк даже не пытался вложить в уста Цезарю слова, которые мог бы употреблять именно он. В результате Цезарь произносит в сенате речь специфическим языком Саллюстия. Тем не менее она построена очень качественно и логично, что связывают с желанием Саллюстия представить своего покровителя в выгодном свете.

### Особенности изложения
Саллюстий тщательно следует античным образцам в построении структуры произведения. М. фон Альбрехт выделяет следующие основные средства литературной техники, применённые Саллюстием: предисловия, личные характеристики, речи, письма, экскурсы, драматическое оформление, перипетии. При этом драматизация изложения, по мнению В. С. Дурова, была очень незначительной в сравнении с большинством современных ему греческих историков. Использованная Криспом последовательность «предисловие — исторический обзор — большая речь» впоследствии была применена Тацитом. Также отмечаются симметричность композиции исторических сочинений и применение вносящих уточнения экскурсов.
Важную роль у Саллюстия играет пролог. В обеих монографиях в прологах содержится апология истории от считающих её бесполезным и неблагородным занятием, причём в «Югурте» внимание на этом акцентировано сильнее, чем в «Катилине». В прологе «Катилины» историк высказывает свою позицию о теории упадка нравов (см. ниже), после чего следует подтверждение в виде рассказа о заговоре. При этом высказанную в начале работы связь между заговором и падением уровня морали Саллюстий практически не подчёркивает в дальнейшем. Экскурсы в «Катилине» носят субъективный характер, в «Югурте» же они безличны и отстранённы.

## Взгляды

### Теория упадка нравов
Кто ранее легко переносил труды, опасности, сомнительные и даже трудные обстоятельства, для тех досуг и богатства, желанные в иных случаях, становились бременем и несчастьем. И вот, сначала усилилась жажда денег, затем — власти; всё это было как бы главной пищей для всяческих зол. Ибо алчность уничтожила верность слову, порядочность и другие добрые качества; вместо них она научила людей быть гордыми, жестокими, продажными во всем и пренебрегать богами. Честолюбие побудило многих быть лживыми, держать одно затаённым в сердце, другое — на языке готовым к услугам, оценивать дружбу и вражду не по их сути, а по их выгоде и быть добрыми не столько в мыслях, сколько притворно.
Теоретической основой работ Саллюстия является учение об упадке нравов. Эта теория предполагала, что власть над огромными территориями привела к забвению традиционных римских добродетелей и, как следствие, к кризису в обществе. Разделявшие это учение полагали, что с «исправлением» морального облика римлян ситуация в государстве нормализуется сама собой. Впервые в Риме эту идею выдвинул Марк Порций Катон Цензор в начале II века до н. э. Развитием её занимались работавшие в Риме греки Полибий и Панетий Родосский. Саллюстий вслед за Катоном подверг сомнению и распространённое в римском обществе представление, будто представители римского нобилитета с самого рождения были лучше всех остальных и обладали многими достоинствами уже в силу своего происхождения.
История Римского государства, по Саллюстию, делится на три части — царскую эпоху (до 510/509 года до н. э.), «золотой век» Республики (до 146 года до н. э.) и начало упадка (его время). Предполагается, что трёхчастная историческая модель Саллюстия была развитием идей Платона о трёх типах форм государства. Началом периода упадка традиционной морали Крисп считает взятие Карфагена в 146 году до н. э., но важнейшим событием называет диктатуру Луция Корнелия Суллы (82—79 годы до н. э.). Заговор Катилины корнями уходит в эту диктатуру, и Саллюстий намеренно подчёркивает эту связь.
С. Л. Утченко приходит к выводу о том, что в «Заговоре Катилины» Саллюстий говорит об упадке нравов именно среди римского нобилитета и, как следствие, указывает на то, что именно его представители виновны в кризисе всего государства. Темы, ставшие теоретической основой «Заговора Катилины», были впервые в сжатом виде озвучены в «Письмах к Цезарю». Говорить об идейной направленности «Истории» трудно из-за её фрагментарной сохранности, однако на основе анализа сохранившихся фрагментов предполагается, что направленность Саллюстия против нобилитета получила в этом труде дальнейшее развитие. Кроме того, в «Истории» окончательно сформировались озвученные в двух монографиях взгляды Саллюстия на сущность политической борьбы в Древнем Риме как на противостояние плебса и нобилитета.
Термином, характеризующим достоинства политика, по Саллюстию, является virtus. Способом получения virtus Крисп видит достижение земной славы (gloria) благодаря совершению различных деяний, полезных государству. При этом исследователи отмечают, что virtus в «Катилине» обладали и политические противники Саллюстия — Катон Младший и Цицерон. Кроме того, свои взгляды в известном споре Цезаря и Катона в «Катилине» Саллюстий озвучивает именно устами своего противника Катона, а не своего покровителя. Таким образом, как полагает И. М. Тронский, историк упрекает Цезаря в отсутствии твёрдых моральных принципов.

### Предложения по исправлению ситуации
Итак, ты должен предусмотреть меры, направленные на то, чтобы народ, развращённый подачками и раздачами зерна из казны, имел занятие, которое не позволило бы ему причинять ущерб государству; юношество должно стараться быть честным и деятельным, а не расточительным и богатым. Это и произойдёт, если ты лишишь деньги, это величайшее из всех зол, их значения.
В «Письмах к Цезарю» Саллюстий предлагает Цезарю набор действий, которые, по его мнению, могут исправить положение. В числе важнейших предложений — борьба с чрезмерным богатством и тратами на предметы роскоши, а также применение методики голосования на выборах магистратов, при которой первые центурии (самые богатые) не имели бы решающей роли. Он также предлагает и контроль за выборами магистратов, которые в 50-е годы проходили в обстановке тотальных подкупов и фальсификаций, чтобы богатые не имели преимущества перед способными. Также Крисп говорит о необходимости выведения колоний при участии «старых» и «новых» граждан, что потребует проведения ещё и аграрной реформы. Эти советы Саллюстий сопровождает предупреждением о необходимости учёта обязательного противодействия нобилитета этим реформам. Благодаря этому предполагалось преодолеть замкнутость нобилитета и вовлечь в управление государством средние слои. В то же время историки и филологи XX века указывали на отрицательное отношение Саллюстия к политической активности городских низов, ветеранов и рабов.
Политические взгляды Саллюстия, таким образом, основываются на идее сохранения господства в политической жизни сената и народного собрания, но с расширением участия «среднего класса» в управлении государством. Саллюстию была чужда распространённая в то время идея установления долговременной монархии по эллинистическому образцу. При этом на момент написания «Писем» (то есть до того, как Цезарь стал пожизненным диктатором) Саллюстий был готов доверить власть Цезарю для осуществления предложенных реформ. Сам Саллюстий пишет о существовании справедливого соотношения между сенатом, патрициями (носителями авторитета) и плебеями (носителями реальной силы). Однако С. Л. Утченко полагает, что идеальное государство по Криспу всё равно представляет собой сенатскую республику, реальная власть в которой принадлежит нобилитету.

## Влияние Саллюстия

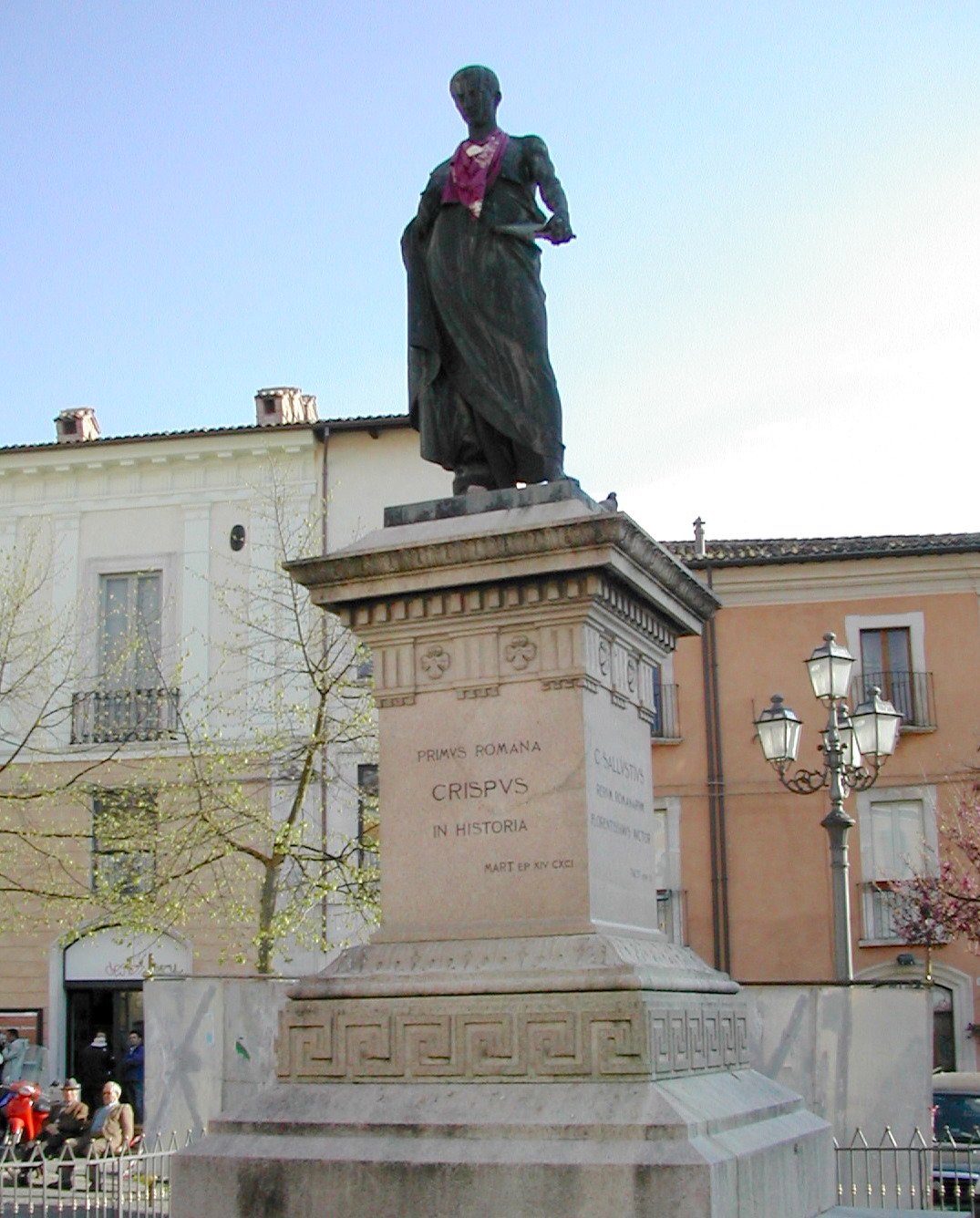
Памятник Саллюстию в Л’Акуиле

### Античность и Средневековье
Хотя Саллюстий успел написать немного произведений, он оказал большое влияние на развитие как латинского языка, так и исторической мысли. Его творчество и оригинальный стиль, как правило, высоко оценивались более поздними авторами. Уже в античную эпоху он стал одним из «школьных авторов», изучаемых при обучении латинскому языку. Различные стилистические и структурные особенности произведений Саллюстия были позаимствованы историками Титом Ливием и Тацитом, а также менее известными (например, Веллеем Патеркулом). Кроме того, Саллюстий часто назывался более поздними римскими авторами в числе самых лучших римских историков. «Первейшим из римских историков» его называл Марк Валерий Марциал. Очень высоко оценивали Саллюстия Тацит и Авл Геллий, а Марк Корнелий Фронтон использовал собранные Саллюстием устаревшие слова для придания речи «архаического колорита». Его сочинения часто использовались более поздними авторами при написании своих произведений. В частности, в «Фарсалии» Лукана обнаруживается много заимствований из Саллюстия, в том числе, как считается, и из несохранившихся частей «Истории». Кроме того, его сочинения использовали Силий Италик, Вибий Максим, Плутарх, Аммиан Марцеллин. Ритор II века Зенобий перевёл его сочинения на древнегреческий язык.
С другой стороны, уже Гай Азиний Поллион критически отзывался о стиле Саллюстия. Поллион, по словам Гая Светония Транквилла, писал, что сочинения Криспа были «испорчены нарочито старинными словами». Например, он критиковал Саллюстия за обозначение переправы армии через пролив словом, используемым для обозначения перемещения войск по суше. Автор известного учебника «Наставления оратору» Квинтилиан писал о том, что Саллюстий лучший историк, чем Тит Ливий, но последний предпочтителен для изучения в риторических школах, поскольку понимание его «Истории» не требует специальной подготовки. Он же отразил противоречивое отношение грамматиков и риторов к языку Саллюстия:
«Ибо излишество наводит скуку, а опущение нужного вредит делу. Почему и не должно подражать той краткости Саллюстия (хотя она почитается в нём за совершенство) и тому отрывистому слогу, который внимательному читателю, может быть, не сделает затруднения, но для слушателя бывает невразумителен без повторений»
Труды Саллюстия изучали с христианской точки зрения Марк Минуций Феликс и Аврелий Августин. В Средние века его сочинения продолжали изучать в школах при обучении латинскому языку. Стиль римского историка оказал влияние на историков Видукинда и Випона. Таким образом, в античности, а также в Раннем и Высоком Средневековье наибольшее влияние оказывала особенная латынь Саллюстия.

### Возрождение
В Позднее Средневековье европейские интеллектуалы стали воспринимать сочинения Саллюстия не только как образец строгого латинского языка, но и как важный памятник исторической и политической мысли. Уже в конце Средних веков особое внимание европейских интеллектуалов привлекли первые страницы «Катилины» и, прежде всего, небольшой пассаж о росте Римского государства. Цитирование и интерпретация этого отрывка обнаруживаются, в частности, у Фомы Аквинского и Брунетто Латини. С его работами был знаком доминиканец Варфоломей из Лукки. Другой доминиканец Варфоломей из Сан-Конкордио, живший на рубеже XIII—XIV веков, перевёл две монографии Саллюстия на итальянский язык. Перевод этот пользовался огромной популярностью в XIV веке благодаря росту интереса к античной культуре. Его использовала партия «чёрных гвельфов» во Флоренции для обоснования своей борьбы с «белыми гвельфами», выступавшими против Папы. Сочинения Саллюстия в политических целях привлекались и в Падуе. Успешное использование Саллюстия в борьбе за власть привлекло к нему внимание как к политическому мыслителю. Сочинения Криспа также использовал в своих сочинениях Альбертино Муссато, а Марсилий Падуанский цитировал «Югурту» в своём «Защитнике мира». Большое влияние Саллюстий оказал на известного флорентийского историка Джованни Виллани. Высоко отзывался о римском историке Петрарка, хотя его в большей степени привлекали морализаторские пассажи и стиль сочинений.
Флорентийский гуманист Колюччо Салютати был хорошо знаком с сочинениями Криспа и неоднократно использовал их фрагменты (прежде всего «Катилину») в письмах и выступлениях. Предполагается, что ряд его идей мог быть развитием мыслей Криспа. Позднее идеи Саллюстия развивал ученик Салютати Леонардо Бруни в «Истории Флоренции» и своих публичных выступлениях. В дальнейшем изучением Саллюстия занимались другие известные флорентийцы и жители других городов Италии. Многие взгляды Саллюстия разделял Никколо Макиавелли. Он вновь обратился к упоминавшемуся популярному пассажу о росте Римского государства и оставил его интерпретацию. Основываясь на материале «Катилины», Макиавелли даёт советы политикам, как предотвратить заговор.
В то время как в Италии сочинения Саллюстия использовались для укрепления городского патриотизма, в остальной части Западной Европы они применялись для формирования идей национализма. После «Югуртинской войны» в парижском издании 1470 года были размещены двустишия, призывавшие бороться с бургундским герцогом Карлом Смелым. Позднее издатель «Югурты» Гийом Мишель даже изменил текст перевода Криспа на французский язык, чтобы выставить в лучшем свете упоминаемых Саллюстием галлов, считающихся предками французов. В эпоху религиозных войн во Франции «Катилину» начали рассматривать как пособие для борьбы королей с многочисленными заговорами. В XVI веке интеллектуалы Германии стремились приспособить идеи Саллюстия к нуждам Реформации. Его сочинения также оказали влияние на Виллибальда Пиркгеймера, написавшего историю войны Швейцарии и Швабии. В 1515 году Дитрих фон Плининген перевёл сочинения Саллюстия на немецкий язык по заказу Максимилиана I Габсбурга. Позднее Иоганн Ривий рекомендовал читать Саллюстия правителям и духовенству. В Англии популяризацией Саллюстия как мыслителя занимались Томас Элиот и Александр Барклей. Влияние Криспа обнаруживается у Томаса Мора.
В целом в эпоху Возрождения работы Саллюстия помогли развитию идеалов свободы и гуманизма в Италии и идеи парламентаризма — в остальной Западной Европе. «О заговоре Катилины» и вовсе считали «учебником революции». Однако уже к концу XVI века в историке стали видеть защитника монархии.
В конце XVI века и нидерландский филолог Юст Липсий, и нюрнбергский издатель Кристоф Колер составили свои «рейтинги» римских историков. Липсий поставил на первое место Тацита, на второе — Саллюстия, а Колер поменял их местами, полагая, что «Саллюстий учит всех, а Тацит немногих, Тацит полезен для принципата, а Саллюстий для всех форм государственного устройства».

### Новое время
В Новое время произведения Саллюстия были включены в научный оборот историками и филологами-классиками. Начало критическому восприятию Саллюстия как тенденциозного автора положили венецианский комментатор Павел Бений Евгубин, а в XIX веке — Теодор Моммзен и Эдуард Шварц. В 1850 году драмой «Катилина», во многом основанной на одноимённом сочинении Саллюстия, дебютировал Генрик Ибсен. Фридрих Ницше писал о том, что при первом знакомстве с творчеством Саллюстия был им поражён. В 1919 году Александр Блок издаёт крупное эссе о Катилине, где, в частности, критикует филологов за оторванный от жизни подход к текстам Цицерона и Саллюстия.
Во многом благодаря Саллюстию в современной историографии распространилось мнение о существовании в Риме двух противоборствующих политических группировок.

## Рукописи и издания
V — codex Vaticanus 3864 (IX в.)

codices mutili:

P — codex Parisinus 16024 (IX в.)

A — codex Parisinus 16025 (конец IX в.)

C — codex Parisinus 6085 (X—XI в.)

B — codex Basileensis A.N. IV 11 (XI в.)

Q — codex Parisinus 5748 (X—XI в.)

N — codex Palatinus 889 (XI в.)

K — codex Palatinus 887 (X—XI в.)

H — codex Berolinensis 205 (XI в.)

M — codex Monacensis 4559 (XI—XII в.)

T — codex Turicensis bibl. reip. C143a (XI—XII в.)

D — codex Parisinus 10195 (XI в.)

F — codex Hauniensis 25 (XI в.)

R — codex Vaticanus 3325 (XII в.)

codices integri:

l — codex Leidensis Voss. lat. 73 (XI в.)

s — codex Lipsiensis bibl. sen. rep. I fol. 4 (XI в.)

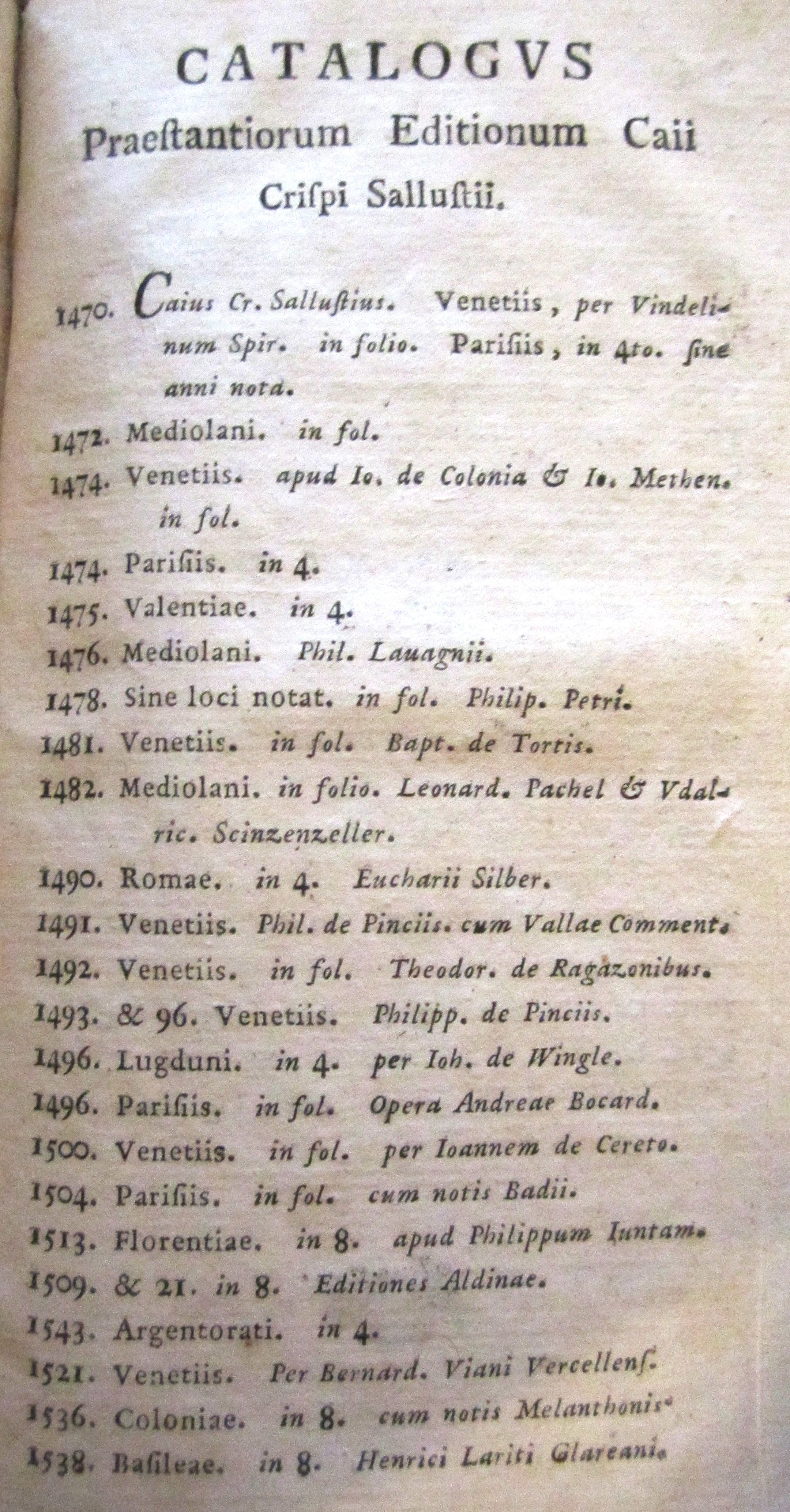
Каталог изданий Саллюстия до 1779 г., стр. 1

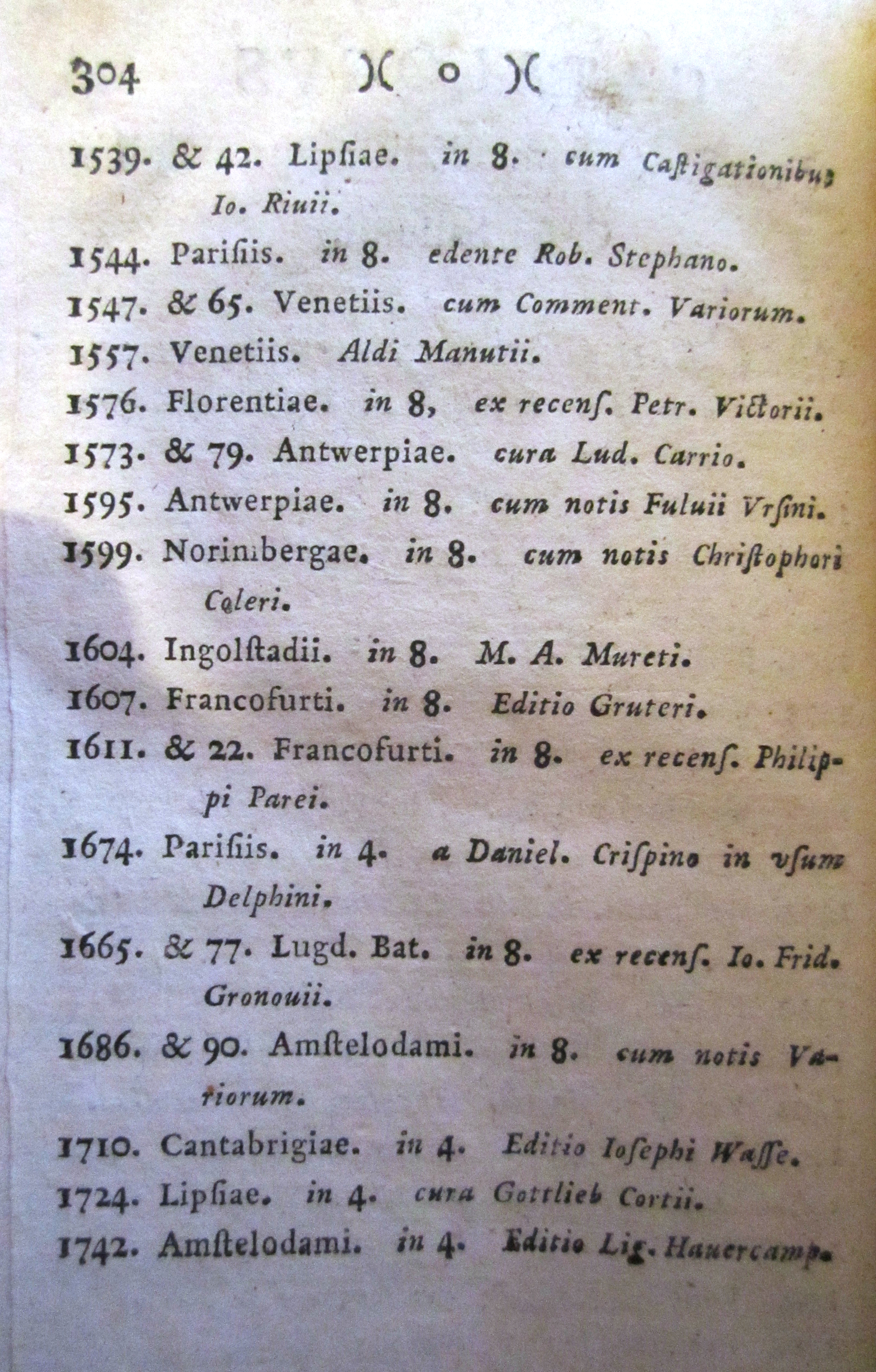
Каталог изданий Саллюстия до 1779 г., стр. 2

n — codex Parisinus 6086 (XI в.)

m — codex Monacensis 14477 (XI в.)

e — codex Einsidelensis (XI в.)

π — codex Palatinus 883 (XII в.)

### Рукописи
Благодаря популярности Саллюстия его сочинения дошли до наших дней в нескольких средневековых рукописных копиях.
Обычно все средневековые рукописи Саллюстия делят на две группы — mutili и integri. Эти названия были даны из-за большой лакуны между параграфами 103.2 и 112.3 «Югуртинской войны». Лакуна присутствует в манускриптах группы mutili (правда, иногда недостающий текст был дописан позднее) и отсутствует в рукописях группы integri. Две старейшие рукописи, известные как P и A, относятся к IX веку. Они содержат только два сочинения Саллюстия — «О заговоре Катилины» и «Югуртинская война», хотя в некоторых других манускриптах содержится также «Инвектива» и ответ Цицерона на неё. Также сохранился ряд более поздних рукописей, большинство из которых были созданы в XI веке (см. врезку). Рукописи содержат типичные для средневековых копий ошибки и описки, а также намеренные исправления оригинального текста, вызванные специфическим стилем автора. Из-за этого восстановление оригинального текста Саллюстия представляет определённые сложности. В некоторых манускриптах встречаются также более поздние исправления по иному источнику. Традиционно считается, что все манускрипты восходят к одному общему источнику (архетипу), хотя это мнение иногда подвергается сомнению.
Кроме того, сохранился особенный манускрипт Codex Vaticanus 3864 (Ватиканский кодекс № 3864, обозначаемый исследователями Саллюстия как V) — единственный, в котором содержатся только речи и письма из «Катилины», «Югурты» и «Истории». Он является единственным источником крупных фрагментов «Истории». При этом текст в кодексе существенно отличается от других рукописей — архаизмы часто заменены более распространёнными словами, а в ряде случаев изменён и оригинальный порядок слов. В Ватиканском кодексе также содержатся два анонимных письма, адресованных Цезарю (их часто приписывают Саллюстию).
Сохранились и небольшие фрагменты сочинений Саллюстия, которые относятся к античной эпохе, — например, два фрагмента «Катилины» на папирусах IV и V веков. Сохранились также фрагменты на папирусах II—III веков. Кроме того, сохранилось немало цитат из Саллюстия в работах античных и средневековых авторов. В ряде случаев даже цитирование нескольких слов из «Истории» является единственным источником для реконструкции текста этого сочинения. Тем не менее возможность использования цитат для установления оригинального текста Саллюстия уменьшается в связи с тем, что иногда авторы могли цитировать его по памяти с некоторыми искажениями. Существенные фрагменты «Истории» сохранились в трёх фрагментах — fragmentum Vaticanum (два листа с отрывками из книги III), fragmentum Berolinense (один лист из книги II) и fragmentum Aurelianense (палимпсест, открытый в рукописи Codex Orleanensis 169).

### Первые печатные издания
Саллюстий был в числе первых античных авторов, чьи сочинения были изданы вскоре после изобретения книгопечатания. Первое его издание (editio princeps) осуществил в 1470 году Венделин фон Шпейер (да Спира). В 1491 году в Венеции был издан первый комментарий к «Катилине» авторства Лоренцо Валлы, а около 1494 года Иоанн Христосом Сольд издал свой комментарий к «Югуртинской войне». Позднее комментарии к сочинениям Саллюстия создавали различные известные учёные, как, например, Филипп Меланхтон (1529) и Людовик Каррион (1573).
Из-за того, что сочинения Саллюстия пользовались большой популярностью в Западной Европе, их часто переиздавали и переводили на современные европейские языки. В XV веке центром издания его трудов была Италия (в общей сложности 38 изданий против 9 во Франции, 7 в Нидерландах и 5 в Германии и Австрии). В XVI веке наибольшее число работ Саллюстия издавалось во Франции (в начале века) и в Нидерландах (в конце века). В 1470—1600 годах Саллюстий был наиболее печатаемым римским историком в Европе: за это время было напечатано в общей сложности 208 изданий его работ против 136 у Валерия Максима, 87 у Цезаря и 72 у Светония. В 1601—1650 годах Саллюстий оказался на втором месте по количеству изданий после Тацита (30 и 31 соответственно). За 1470—1650 годы было выпущено 18 переводов Саллюстия на французский язык, 12 — на итальянский, 6 — на немецкий, 5 — на английский. По общему количеству изданий переводов на европейские языки Саллюстий (41) уступал Ливию (60), Цезарю (59) и Тациту (по меньшей мере 50). На русский язык Саллюстий был впервые переведён в 1769 году (по другим данным, в 1759 году) Василием Крамаренковым.
Важные издания XIX века:
- Gerlach (Базель, 1823—1831 и 1852),
- Kritz (Лейпциг, 1828, 1853),
- Dietsch (Берлин, 1859),
- Jacobs-Wirz (10 изд., Берлин, 1894),
- Jordan (3 изд., 1887),
- В. Мауренбрехер издал все отрывки «Истории» Саллюстия (Лейпциг, 1893).

## Переводы
При Адриане сочинения Саллюстия были переведены на греческий язык ритором Зиновием. На немецкий язык сочинения Саллюстия переводили Cless (3 изд., Берл., 1882) и Holzer (Штутгарт, 1868), на русский Саллюстий переводился многократно и, как «школьный автор», в России конца XIX — начала XX веков часто издавался в оригинале. В серии «Loeb Classical Library» сочинения изданы под № 116 (включая избранные отрывки «Истории»).
Издания в серии «Collection Budé»:
- Salluste. La Conjuration de Catilina. La Guerre de Jugurtha. Fragments des Histoires. Texte établi et traduit par A. Ernout. 550 p.
- Pseudo-Salluste. Lettres à César. Invectives. Texte établi, traduit et commenté par A. Ernout. 130 p.

Русские переводы:
- Каия Саллустия Криспа Войны Каталинская и Югурфинская. Переведены с латинского на российский язык Васильем Крамаренковым. СПб, 1769. 248 стр.
- К. Криспа Саллустия История о войне Катилины и о войне Югурфы. / Пер. Н. Озерецковского. СПб, 1809. 466 стр.
- Сочинения К. К. Саллюстия все, какие до нас дошли, с приложением его жизнеописания и четырёх речей Цицерона против Катилины. / Пер. А. С. Клеванова. СПб, 1857. 244 стр. (переиздания: 1859, 1874)
- Латинско-русский словарь к сочинениям К. Саллюстия Криспа, составленный И. Лебединским. СПб, 1867. 308 стр.
- Г. Саллюстий Крисп. Полное собрание сочинений. / Пер. и прим. В. Рудакова. СПб, 1894. 290 стр.
- Г. Саллюстия Криспа Заговор Катилины, Югуртинская война, Фрагменты истории. / Пер. И. Семёнова. М., 1894. 135 стр.
- Гай Крисп Саллюстий. Югуртинская война. Дословный и литературный перевод с подробным синтаксическим разбором, комментариями и со всеми мифологическими сведениями. Приложения: 1) Полный словарь по главам, 2) Повторительный курс латинского синтаксиса. Пер. и сост. М. М. Гринфельд по изданию С. Манштейна. Одесса: М. С. Козман, 1910. — 123 с.; 2-е изд. — там же, 1912. — 246 с.
- Саллюстий. Заговор Катилины. Югуртинская война. / Пер., вступ. ст. и прим. Н. Б. Гольденвейзера. (Серия «Памятники мировой литературы») М., 1916. XXVI, 180 стр.
- Заговор Катилины. (Саллюстий. О заговоре Катилины. Цицерон. Речи против Катилины (1-4). С прил. отрывков о Катилине из Аппиана, Плутарха и Диона Кассия. / Пер. С. П. Гвоздева. М.-Л.: Academia. 1934. 475 стр.
- Саллюстий. Письма к Цезарю. / Пер. С. Л. Утченко. История: Фрагменты. / Пер. В. С. Соколова. // ВДИ. 1950. № 1.
- Саллюстий. О заговоре Катилины. Война с Югуртой. / Пер. С. Маркиша. // Историки Рима. М., 1970. С. 35 сл.
- Гай Саллюстий Крисп. Сочинения. / Пер., ст. и комм. В. О. Горенштейна. Отв. ред. Е. М. Штаерман. (Серия «Памятники исторической мысли»). М., Наука. 1981. 224 стр. 150 000 экз. (в издание вошли «Заговор Катилины», «Югуртинская война», крупные фрагменты «Истории», «Письма Цезарю», а также впервые переведённые «Инвективы»)
- Инвективы Саллюстия. (текст и пер.) // ВДИ. 2004. № 2—3.